# Témiscouata-sur-le-Lac
Témiscouata-sur-le-Lac est une ville canadienne au Québec, chef-lieu de la MRC de Témiscouata, dans la région du Bas-Saint-Laurent. Elle est née le 5 mai 2010 de la fusion des villes de Cabano et de Notre-Dame-du-Lac.

## Histoire

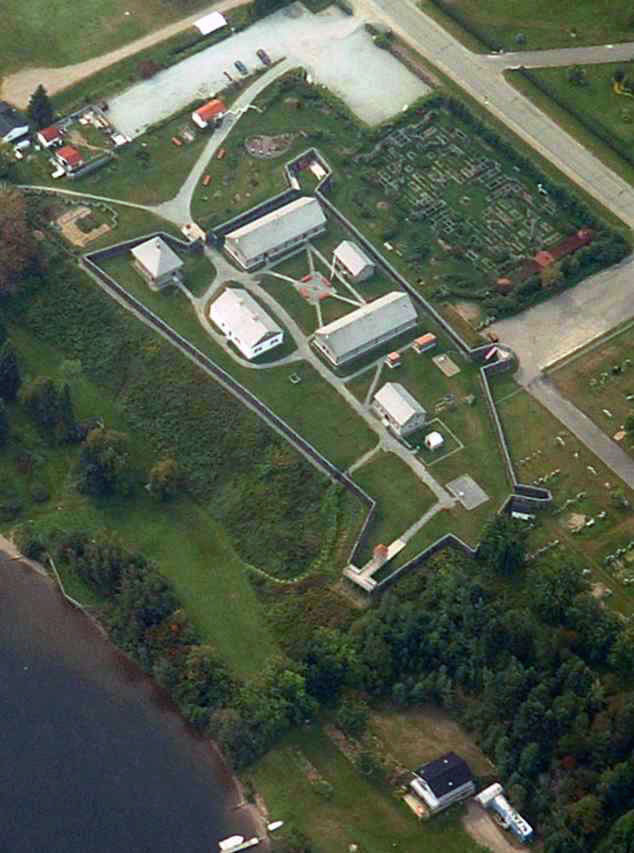
Vue aérienne du fort Ingall, ancienne fortification britannique reconstituée en 1972.

Au milieu du XIXe siècle, l'endroit est utilisé comme fortification par l'armée britannique qui y établit le fort Ingall. Il doit son nom au militaire Frederick Lenox Ingall qui est son constructeur. Le fort est construit à cause des disputes entre les Britanniques et les Américains au sujet de la frontière entre l'Amérique du Nord britannique et les États-Unis à la suite d'interprétations différentes du traité de Versailles de 1783, surtout en ce qui concerne la région du Madawaska. Le fort Ingall joue un rôle important dans le maintien de la paix dans la région. Les tensions durent pendant plusieurs années, mais la guerre n'est jamais déclarée dans le Madawaska et le conflit se termine avec la signature du traité Webster-Ashburton le 9 août 1842. Le conflit non sanglant est connu sous le nom de guerre d'Aroostook.
La première création officielle de l'endroit est effectuée en 1871 alors que Le Détour-du-Lac devient une municipalité de paroisse. La paroisse avait reçu son premier curé en 1861 et avait été érigée canoniquement en 1869. En 1876, Le Détour-du-Lac devient Notre-Dame-du-Lac. En 1907, c'est au tour de la municipalité de paroisse de Saint-Mathias-de-Cabano d'être créée officiellement. La paroisse avait été érigée canoniquement en 1898. En 1923, la municipalité de village de Cabano se détache de la municipalité de paroisse de Saint-Mathias-de-Cabano. En 1949, c'est la municipalité de village de Notre-Dame-du-Lac qui se détache de la municipalité de paroisse homonyme. Cabano reçoit le statut de ville en 1962. En 1968, la municipalité de village de Notre-Dame-du-Lac et la municipalité de paroisse homonyme fusionnent pour devenir la ville de Notre-Dame-du-Lac. En 1969, la municipalité de paroisse de Saint-Mathias-de-Cabano et la ville de Cabano fusionnent. Le 5 mai 2010, les villes de Cabano et de Notre-Dame-du-Lac fusionnent pour former la ville de Cabano–Notre-Dame-du-Lac, qui sera renommée en Témiscouata-sur-le-Lac le 13 novembre 2010,,. En effet, ce nom avait été retenu par plus de 60 % de la population lors d'un référendum le 20 juin 2010 et a été approuvé par le ministère des Affaires municipales,,. Les maires des anciennes villes de Cabano et de Notre-Dame-du-Lac partagent le rôle de maire et maire-suppléant en alternance jusqu'au 20 juin 2010, jour d'élection, où Gilles Garon devient le premier maire de la nouvelle ville.
Témiscouata-sur-le-Lac, incluant Cabano, est l'une des localités organisatrices du Ve Congrès mondial acadien en 2014.

## Géographie
Témiscouata-sur-le-Lac est situé dans le monts Notre-Dame à 260 km au nord-est de Québec et à 470 km à l'ouest de Gaspé. Les villes importantes près de Témiscouata-sur-le-Lac sont Rivière-du-Loup à 60 km au nord-ouest, Trois-Pistoles à 65 km au nord, Rimouski à 110 km au nord-est ainsi qu'Edmundston au Nouveau-Brunswick à 60 km au sud-est. Témiscouata-sur-le-Lac est situé à 40 km au nord-ouest de la frontière avec le Nouveau-Brunswick sur la route 185 qui devient la route 2 au Nouveau-Brunswick. L'autre extrémité de la route 185 est située à Rivière-du-Loup au nord-ouest. Témiscouata-sur-le-Lac est également situé sur la route 232 qui relie Rivière-Bleue au sud-ouest à Rimouski au nord-est.
La ville de Témiscouata-sur-le-Lac comprend deux secteurs principaux : Cabano et Notre-Dame-du-Lac. La ville comprend également deux autres hameaux : Rivière-Creuse et Route-du-Sault. Le premier fait partie du secteur de Notre-Dame-du-Lac et le second du secteur de Cabano.

### Hydrographie
La rivière Caldwell traverse le nord-ouest de la municipalité vers le sud-est jusqu'à son embouchure dans le lac Témiscouata.
La Petite rivière Savane y coule vers l'est jusqu'à son embouchure dans le lac Témiscouata.
La rivière Cabano y coule vers le nord-est jusqu'à son embouchure dans le lac Témiscouata. 
À partir de son crénon, dans le centre-ouest, la rivière Creuse traverse la municipalité vers sud-est jusqu'à son embouchure dans le lac Témiscouata.
À partir du lac Lavoie, dans le sud-ouest, la rivière aux Perches coule vers le sud-est.
À partir du lac Martin, dans le sud-est, la rivière aux Sapins, un affluent de la rivière aux Perches, coule vers le sud-est.
Le lac Témiscouata, qui s'étend sur une longueur de 45 km, alimente la rivière Madawaska. Il s'agit du second lac en importance sur la rive sud du fleuve Saint-Laurent.

## Démographie
| 2006  | 2011  | 2016  | 2021  |
| ----- | ----- | ----- | ----- |
| 5 259 | 5 096 | 4 910 | 5 054 |

## Administration
Les élections municipales se font en bloc et suivant un découpage de six districts.
| Témiscouata-sur-le-Lac Maires depuis 2010                                                                             |                |                                        |          |
| Élection | Maire          | Qualité                                | Résultat |
| 2010 | Gilles Garon   | Maire de Notre-Dame-du-Lac (2005-2010) | Voir     |
| 2013 | Gilles Garon   | Maire de Notre-Dame-du-Lac (2005-2010) | Voir     |
| 2017 | Gilles Garon   | Maire de Notre-Dame-du-Lac (2005-2010) | Voir     |
| 2018 | Gaétan Ouellet |                                        | Voir     |
| 2021 | Denis Blais    |                                        | Voir     |
| Élection partielle en italique Depuis 2005, les élections sont simultanées dans toutes les municipalités québécoises. |                |                                        |          |

## Personnalités

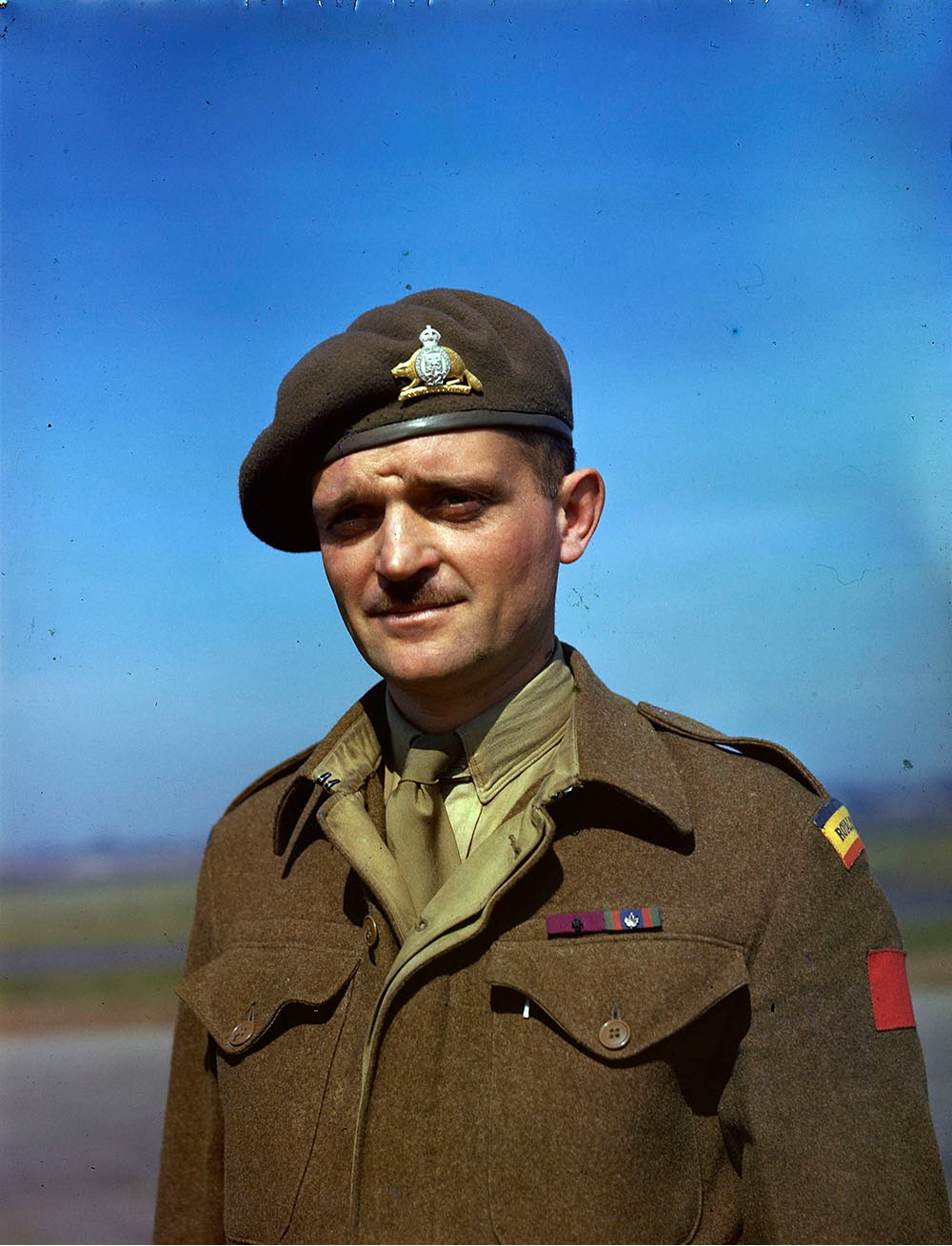
Paul Triquet.

Paul Triquet, natif de Cabano, est un militaire récipiendaire de la Croix de Victoria, la plus haute récompense des armées du Commonwealth.
Roch Voisine a vécu dans le secteur Notre-Dame-du-Lac lors de son adolescence. Son père, Réal, y était maire.
Ingrid St-Pierre, auteure, compositrice et interprète, native de Cabano, a été nommée et distinguée à plusieurs reprises par l'ASDIQ.

## Tourisme

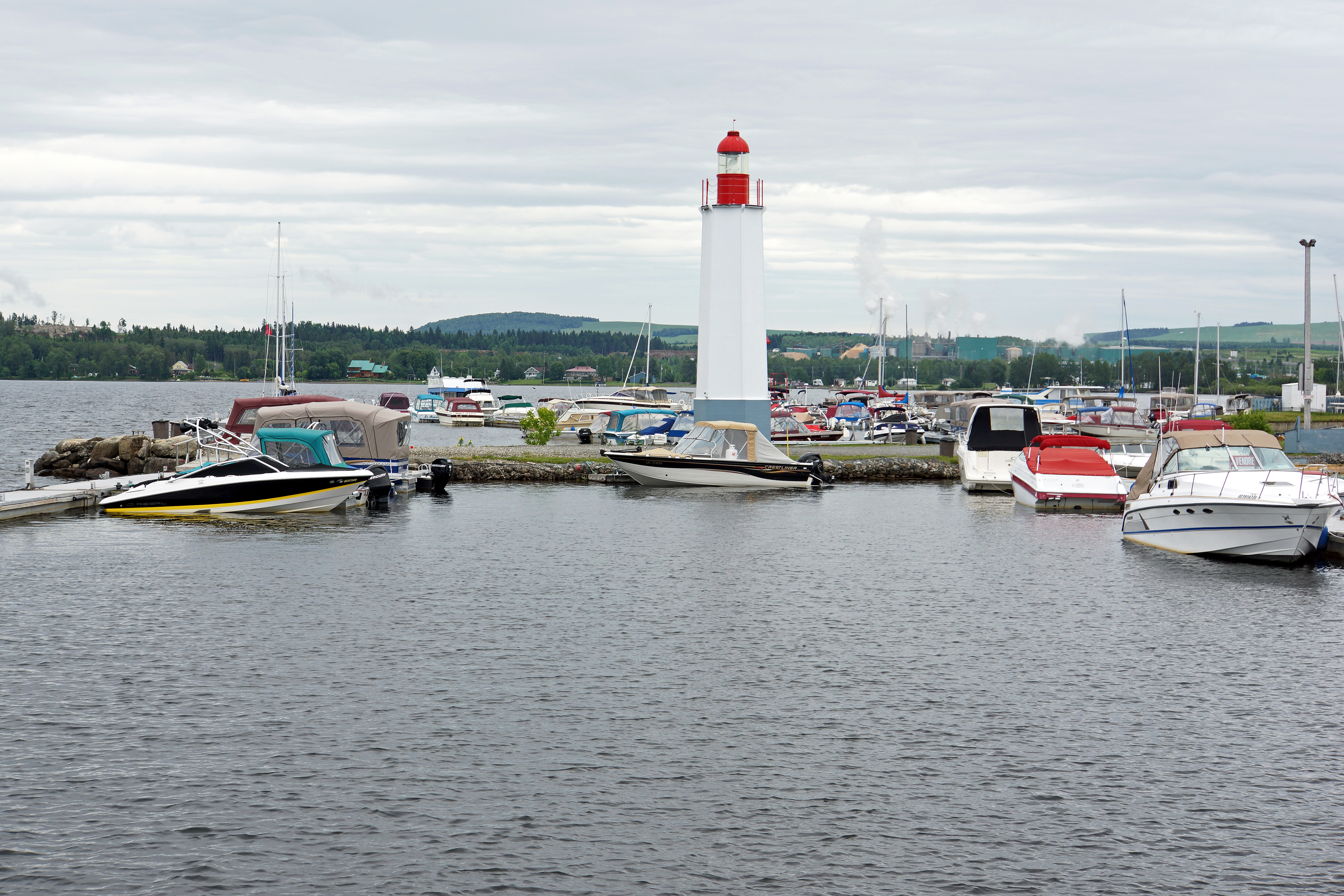
Marina de Cabano sur le lac Témiscouata en juillet 2012.

Le fort Ingall est un site muséal présentant une reconstruction d'un fort britannique qui était utilisé dans le milieu du XIXe siècle.
Le lac Témiscouata est un endroit idéal pour toutes les activités nautiques, incluant la pêche.
Les Cartonfolies de Cabano est un festival se veut un hommage à la population qui s'est mobilisée il y a un peu plus de quarante ans pour l'implantation d'une cartonnerie.